# Calle del Rollo
La calle del Rollo es una vía pública de la ciudad española de Madrid, situada en el barrio de Palacio, perteneciente al distrito Centro, y que une la calle de Madrid con la plaza de la Cruz Verde.

## Historia

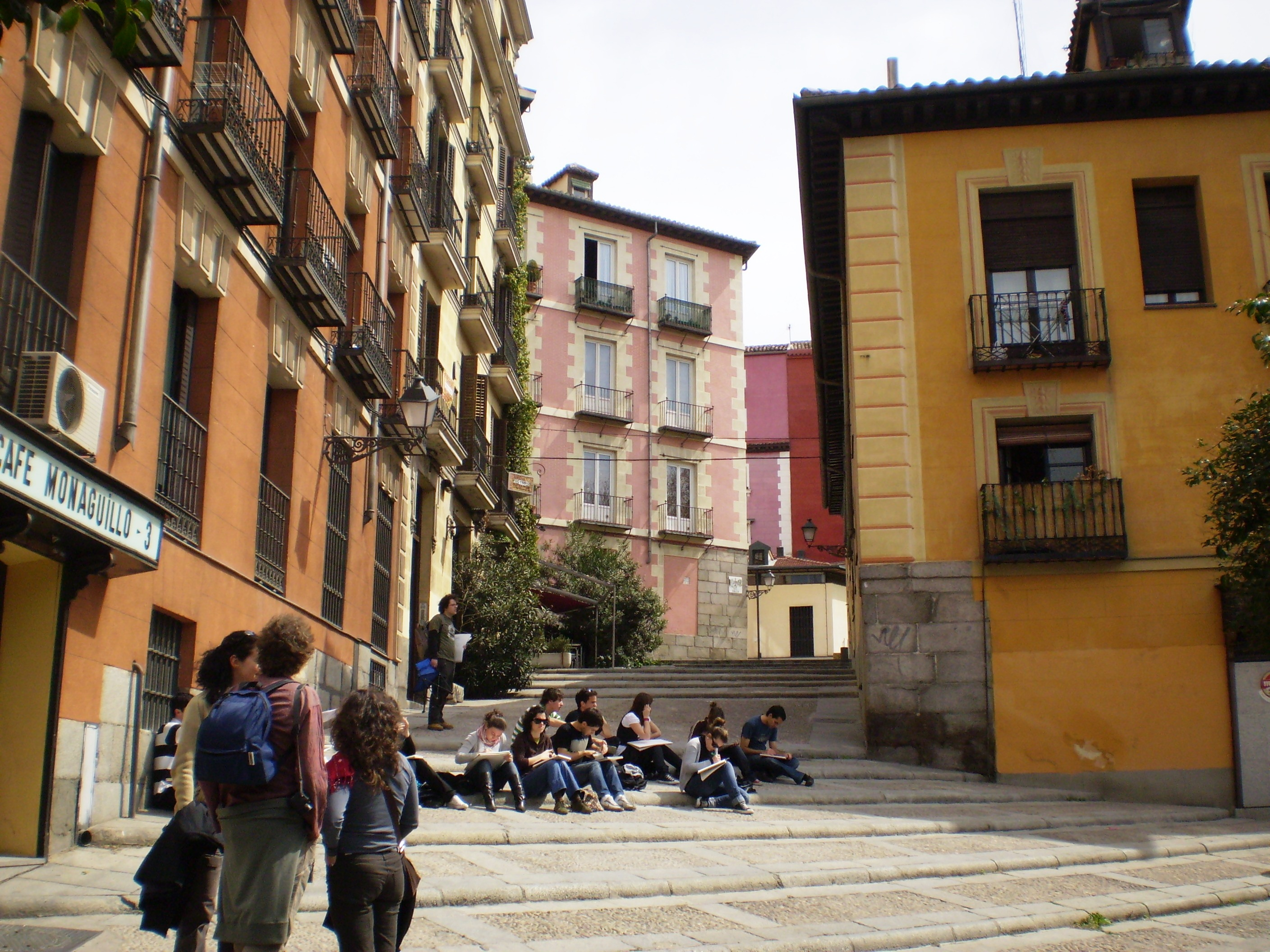
Vista de la calle.

Nace en calle de Madrid y desemboca su sinuoso recorrido, en dirección norte-sur, en la plaza de la Cruz Verde. En el plano de Texeira de 1656 aparecía con el nombre de calle «de los Arcos», mientras que en el de Antonio Espinosa de los Monteros de 1769 figuraba ya con la denominación actual. En 1889 se conservaban en la calle antecedentes de construcciones particulares desde 1743. A mitad de su trayecto hace intersección con la calle del Sacramento.
Según la tradición existía en la calle un rollo de piedra, indicando que la población era villa, antes de ser corte. Hilario Peñasco de la Puente y Carlos Cambronero sugieren que el nombre del rollo podría deberse a la «configuración de la calle», así como también anotan otra leyenda según la cual se habría encontrado un niño muerto en un rollo de estera vieja. Antonio de Capmany anota que en ella habría estado la residencia del caballero don Juan de Góngora, así como que la parte baja de la calle era la de «la Parra».